# Congregación Pomas
Congregación Pomas är en ort i Mexiko.   Den ligger i kommunen Maravatío och delstaten Michoacán de Ocampo, i den södra delen av landet, 140 km väster om huvudstaden Mexico City. Congregación Pomas ligger 2 097 meter över havet och antalet invånare är 254.
Terrängen runt Congregación Pomas är kuperad söderut, men norrut är den platt. Runt Congregación Pomas är det ganska tätbefolkat, med 111 invånare per kvadratkilometer. Närmaste större samhälle är Ciudad Hidalgo, 18,8 km sydväst om Congregación Pomas. I omgivningarna runt Congregación Pomas växer huvudsakligen savannskog.